# 340 î.Hr.

## Nașteri
- Appius Claudius Caecus [1]
- Appius Claudius Caecus, scriitor și important om de stat roman (d. 273 î.Hr.)